# Misery (powieść)
Misery – powieść autorstwa Stephena Kinga, wydana w 1987 roku. Utwór jest thrillerem psychologicznym. Główny bohater, wzięty pisarz romansów historycznych Paul Sheldon, jest jednocześnie narratorem powieści.
Na podstawie powieści powstał film z oscarową kreacją Kathy Bates w roli Annie Wilkes.
Pierwsze polskie wydanie powieści ukazało się w 1991 roku nakładem wydawnictwa Amber w przekładzie Roberta P. Lipskiego.

## Opis fabuły
Paul Sheldon jest popularnym autorem serii romansów o pięknej Misery Chastain. Mimo ogromnej popularności książek Sheldon jest znudzony banalnością powieści i zaszywa się w górach Kolorado, by napisać pierwszą „poważną” książkę, wstępnie nazwaną Szybkie samochody.
Wracając po pijanemu z gotowym maszynopisem przez ośnieżone drogi, Sheldon ulega wypadkowi: jego samochód zsuwa się ze zbocza i utyka w zaspie. Nieprzytomnego, rannego pisarza ratuje z wraku Annie Wilkes, była pielęgniarka, która mieszka w domku na uboczu. Stopniowo Paul odzyskuje przytomność, jednak bardzo cierpi z powodu złamanych nóg.
Wilkes okazuje Sheldonowi ogromną troskę i opiekę; okazuje się, że kobieta jest zagorzałą fanką powieści o Misery i jest zachwycona, że może „gościć” ich autora. Sheldon odbiera zachwyty niedbale, z niecierpliwością oczekuje wyzdrowienia i powrotu do Los Angeles.
Sytuacja zmienia się jednak, gdy Annie znajduje maszynopis Szybkich samochodów. Akcja powieści nie przypada jej do gustu. Annie krytykuje styl i język, a kiedy Paul lekceważąco podchodzi do jej uwag, Annie karze go przez niepodanie porcji leków (dzięki którym Paul może znosić ból w zmaltretowanych nogach) oraz zmusza go do wypicia brudnej wody z kubła. Zaczyna też zamykać drzwi pokoju Sheldona na klucz. Paul zaczyna podejrzewać, że Annie jest chora psychicznie.
Wkrótce potem najnowsza książka o Misery pojawia się w księgarniach. Annie, która ma obsesję na punkcie bohaterki, czyta powieść w ciągu jednej nocy i odkrywa, że Sheldon uśmiercił Misery. Kobieta dostaje szału i znika w lasach na dwie doby, zostawiając Paula bez wody, jedzenia i lekarstw. Kiedy wraca, Sheldon jest bliski śmierci z wyczerpania.
Annie zmusza Paula, by spalił maszynopis Szybkich samochodów (jedyny egzemplarz powieści), daje mu ryzę papieru oraz maszynę do pisania i nakazuje, by napisał nową książkę o Misery, tym razem przywracając ją do życia. Annie nie ukrywa się już ze swoimi psychopatycznymi skłonnościami i otwarcie grozi Paulowi.
Sheldon nakłania Annie, by pojechała do miasteczka i kupiła mu lepszy papier, ponieważ ten, który ma, nie nadaje się do pisania. Annie dostaje szału ze złości, ale wsiada do samochodu i odjeżdża. Paul otwiera wytrychem drzwi pokoju i czołgając się na połamanych nogach usiłuje wydostać się z domu. Wszystkie drzwi są jednak zamknięte, a mężczyzna jest zbyt osłabiony, by próbować uciec oknem. Zrezygnowany robi krótką wycieczkę po parterze. W salonie odkrywa album z wycinkami z gazet. Ze zgrozą dowiaduje się, że Annie rzeczywiście była pielęgniarką, jednak straciła zawód, ponieważ oskarżono ją o zabijanie niemowląt w szpitalach, w których pracowała. Dalsze wycinki ujawniają, że Annie jako mała dziewczynka prawdopodobnie spowodowała śmierć pięciorga sąsiadów, zabiła własnego ojca, a na studiach – współlokatorkę.
Przerażony Paul stara się zatrzeć ślady swojej obecności w domu i wraca do pokoju przed powrotem Annie. Kobieta domyśla się, że Sheldon wydostał się z pokoju. Opowiada Paulowi o tradycyjnym okaleczaniu niewolników na plantacjach i odcina mu siekierą stopę, przypalając kikut palnikiem. Paul, oszołomiony bólem, strachem i lekami, zapada w coś w rodzaju katatonii.

W maju na posiadłość Annie przyjeżdża policjant stanu Kolorado. Ma przy sobie zdjęcia Sheldona i wypytuje o niego Annie. Kobieta twierdzi, że nigdy go nie widziała. Gdy policjant zaczyna odchodzić, Paul budzi się z szoku i zaczyna wołać o pomoc. Annie reaguje błyskawicznie i zabija policjanta, po czym ukrywa ciało.
Paul zostaje zmuszony do kontynuowania pisania powieści. Jakiś czas później Annie w kolejnym przypływie furii odrąbuje Paulowi kciuk.
Gdy Sheldon kończy powieść prosi Annie o wydanie uroczystej kolacji z tej okazji. Annie daje mu do zrozumienia, że wkrótce go zabije, ale zgadza się na wino i świece. Podczas kolacji Sheldon prosi o zapałkę, by zapalić papierosa. Ku zgrozie Annie nagle podpala maszynopis powieści. Annie rzuca się, by ratować papier; Paul, korzystając z okazji, ogłusza kobietę, rzucając w nią maszyną do pisania. Potem wypycha kobiecie usta tlącymi się kartkami, wyczołguje się do łazienki i traci przytomność.
Wkrótce do domu Annie przyjeżdża dwójka policjantów, szukająca zaginionego kolegi. Znajdują oszołomionego Paula i martwą Annie – przed śmiercią zdołała wydostać się z domu i przeczołgać się do stodoły, gdzie zmarła od ran.
Paul zostaje przewieziony do szpitala, gdzie zostaje otoczony troskliwą opieką. Po powrocie do zdrowia wysyła swojemu wydawcy egzemplarz Powrotu Misery: okazało się, że podczas kolacji podpalił czyste kartki, by odwrócić uwagę Annie. Powieść była bezpiecznie ukryta pod materacem. Wydawca oznajmia Sheldonowi, że książka będzie największym bestsellerem w historii. Sheldon cierpi przez dłuższy czas na psychozę i wszędzie widzi Annie, ale stopniowo wraca do równowagi. Pewnego dnia zaczyna pisać nową powieść.

## Adaptacje filmowe
- Misery – film amerykański z 1990 roku (reż. Rob Reiner, wyk. James Caan i Kathy Bates).
- Julie Ganapathy – film indyjski z 2003 roku (reż. Balu Mahendra, wyk. Jayaram i Saritha)[1].

## Adaptacje teatralne
W 2020 roku Misery Williama Goldmana na podstawie powieści Stephena Kinga zostało wystawione na deskach krakowskiego Teatru BARAKAH w reż. Any Nowickiej.